# Mosche Se’ev Feldman
Mosche Se’ev Feldman (hebräisch משה זאב פלדמן‎; * 14. November 1930 in Eisenstadt; † 9. Februar 1997) war ein israelischer Politiker. Vom 22. Dezember 1988 bis zum 31. Oktober 1989 war er Abgeordneter der Agudat Jisra’el und stellvertretender Minister für Wohlfahrt und Soziale Dienste.

## Leben
Feldmans Familie wanderte 1936 nach England ein, wo er die Jeschiwa an der HaRav Weingorten in Staines und die Jeschiwa Sfat Emet besuchte. 1949 wanderte er nach Israel ein, wo er als Rabbiner ordiniert wurde. Er wurde Direktor der Jeschiwa Omar Emet in Bnei Brak, der Jeschiwa Beit Yisrael in Ashdod, der Aguda Jeschiwa in Kfar Saba sowie der Karlin Jeschiwa in Bnei Brak.